# Studio 100 (rete televisiva)
Studio 100 è un'emittente televisiva locale italiana con sede a Taranto. L'emittente irradia il suo segnale in Puglia sul canale 98 del digitale terrestre.

## Storia

### Nascita
Nel 1976 nacque a Taranto una delle prime radio locali del sud Italia: Studio 100 Radio. Gli ascolti premiarono l'iniziativa editoriale, tanto che nel 1978 venne affiancata alla radio l'emittente televisiva Studio 100 TV. Inizialmente, il segnale trasmesso dalla neonata tv raggiungeva solo l'hinterland tarantino, sconfinando appena nella vicina provincia di Matera.

### Anni ottanta e novanta
Studio 100 ha presto acquisito consensi nelle località raggiunte dal suo segnale, posizionandosi al quarto posto tra le TV locali più seguite in Puglia con una programmazione basata su cartoni animati e telefilm apprezzati da un'ampia fetta di pubblico. L'informazione è partita il 13 marzo 1989 con il primo direttore responsabile Rocco Tancredi, in carica fino al febbraio seguente. Con il direttore successivo, Walter Baldacconi, le edizioni del telegiornale 100 Notizie sono diventate tre, della durata di circa un'ora (inclusa la pubblicità) alle ore 14.00, alle ore 19.30 ed alle ore 22.30, seguite dall'approfondimento sportivo 100 Sport. Proprio lo sport ha acquisito con il tempo uno spazio progressivamente più ampio nella programmazione di Studio 100 Tv: alla fine degli anni novanta ebbero inizio le dirette domenicali con i collegamenti dai campi di calcio della provincia e nacque la trasmissione 100 Sport Magazine, condotta dal caporedattore della redazione sportiva Gianni Sebastio.

### Anni duemila
I dirigenti dell'emittente decidono di puntare sempre più sull'informazione, specie sportiva dopo il successo di 100 Sport Magazine, la cui programmazione viene estesa con l'edizione mattutina delle ore 7.30. Il direttore della redazione giornalistica Walter Baldacconi conduce l'approfondimento locale il venerdì sera con la trasmissione Speciale 100 Notizie.
Nel 2004 il palinsesto dell'emittente propone il format televisivo Studio 100 By Night, contenitore di eventi, gossip, spettacolo, cultura e inserti che raccontano gli avvenimenti in Italia, visti in chiave goliardica, sotto la conduzione di Alfonso Zambrano.
I vertici di Studio 100 Tv decidono di estendere la copertura dell'emittente, raggiungendo la provincia di Brindisi. Con la tecnica dello "splittaggio" vanno in onda contemporaneamente trasmissioni giornalistiche diverse per Taranto e Brindisi. Dopo qualche mese, si decise di estendere ulteriormente la portata del segnale fino a raggiungere la provincia di Lecce: nacque così anche nel capoluogo salentino una redazione giornalistica autonoma. 100 Notizie ha nella sua programmazione un telegiornale regionale e tre telegiornali autonomi per le province di Taranto, Brindisi e Lecce.
Gli investimenti del gruppo dirigente continuano nel 2006, con l'avvio del canale satellitare Studio 100 Sat, visibile in chiaro su Hotbird e sulla piattaforma Sky, memorizzato al canale 925 dello SkyBox.
Nella programmazione 2008-2009 viene lanciato il contenitore del mattino Live, condotto da Nicla Pastore.

### Anni duemiladieci
Nel 2010 l'emittente abbandona le trasmissioni sul satellite Hotbird per trasmettere in forma sperimentale sul digitale terrestre.
Il 29 novembre 2015 ritorna a trasmettere sul satellite e sulla piattaforma Sky sui canali 875 e 879 nelle fasce orarie dove sono presenti gli appuntamenti più importanti del palinsesto come tutti i telegiornali in diretta, le principali trasmissioni e le gare esterne del Taranto FC 1927.
Il 30 giugno 2017 va in onda l'ultimo programma radiofonico di Studio 100 Radio; dopo 41 anni la storica radio della città di Taranto scompare dalle frequenze FM e con la sua chiusura le relative frequenze vengono cedute al network Radiofreccia.

### Chiusura
Studio 100 termina le sue trasmissioni il 1º gennaio 2023, contestualmente i suoi notiziari e alcuni dei suoi giornalisti migrano sull'emittente salentina Telerama, che già da alcuni mesi mandava in onda le edizioni di 100 notizie dalle redazioni di Taranto e Brindisi.

### Ri-apertura
Studio 100 è stata rilevata dal fallimento dalla società Indipendenza s.r.l. agli inizi del 2024. Torna  a trasmettere dal 27 agosto 2024 sul digitale terrestre in Puglia sull'LCN 98 e sul web.

## Copertura
Il 25 maggio 2012, in seguito allo switch off analogico della Puglia, l'emittente trasmetteva nell'intera regione sul canale 15 del digitale terrestre. Il 12 aprile 2022, dopo il riordino nazionale delle frequenze, il canale si trasferisce al numero 85.
Per un brevissimo periodo di circa un anno, dopo il 2012, il canale era stato inserito anche in alcuni mulitplex della Lombardia, e quindi visibile anche nella zona di Milano sul digitale terrestre (dvb-t), presumibilmente per alcuni test di trasmissione.